# Una pausa con... Dr. Mario
Una pausa con... Dr. Mario (ちょっとDr. MARIO Chotto Dr. Mario?, lit. Un poco de Dr. Mario), también conocido como A Little Bit of... Dr. Mario en regiones PAL y Dr. Mario Express en Norteamérica, es un videojuego de rompecabezas de acción de Mario publicado por Nintendo. El juego fue lanzado como un título de DSiWare para la plataforma Nintendo DSi. Una pausa con... Dr. Mario fue lanzado como título de lanzamiento para el servicio DSiWare en Japón el 24 de diciembre de 2008, y fue lanzado tanto en Norteamérica como en las regiones PAL en 2009. El juego fue desarrollado por Arika, que también había creado Dr. Mario Online Rx para WiiWare.
Una pausa con... Dr. Mario presenta la jugabilidad general de los anteriores juegos de rompecabezas de Dr. Mario, que se centran en eliminar virus de colores del campo de juego combinándolos con cápsulas de colores. Una pausa con... Dr. Mario recibió críticas generalmente positivas, pero fue criticado por ofrecer menos modos de juego jugables que los anteriores títulos de Dr.  Mario.

## Jugabilidad
Una pausa con... Dr. Mario es un videojuego de combinar fichas con bloques que caen de la parte superior. El jugador recibe un campo de juego, como se ve en la pantalla inferior de Nintendo DSi, poblado de virus de tres colores: rojo, azul y amarillo. Mario, que ha asumido el papel de doctor, deja caer cápsulas medicinales de dos colores en el campo de juego. El jugador manipula estas cápsulas a medida que caen, moviéndolas hacia la izquierda o hacia la derecha y rotándolas para que queden alineadas junto a virus de colores iguales. Cuando cuatro mitades de cápsulas y virus del mismo color se unen en línea recta, se eliminan del juego. El principal objetivo del juego es, por tanto, eliminar todos los virus del campo de juego sin dejar que las cápsulas se acumulen y obstruyan la entrada al campo. Sucesivos niveles aumentan el número inicial de virus a eliminar. El jugador recibe puntuación según los virus eliminados junto con la velocidad del juego actual. Una pausa con... Dr. Mario también realiza un seguimiento de la puntuación más alta actual del jugador.
Si bien el juego carece de soporte multijugador, Una pausa con... Dr. Mario ofrece un modo "VS CPU" en el que el jugador juega contra un jugador controlado por computadora, que tiene su propio campo de juego visible en la pantalla superior de DSi. El objetivo del jugador es limpiar su campo de juego de todos los virus antes que el jugador de la computadora. El jugador ganará el juego si elimina todos los virus o si el otro campo de juego se llena de cápsulas.

## Recepción
Una pausa con... Dr. Mario recibió críticas generalmente positivas, obteniendo puntuaciones totales de 78.33% y 76 en GameRankings y Metacritic. Los críticos en general elogiaron la jugabilidad, pero lamentaron la falta del modo multijugador ofrecido en los anteriores juegos de Dr. Mario. NintendoLife otorgó al juego una puntuación de 8 sobre 10, aplaudió la jugabilidad "adictiva" y lo calificó como una "adición bienvenida a [la] biblioteca DSiWare". Sin embargo, señaló que "la omisión de un modo multijugador probablemente moleste a algunos fanáticos del juego desde hace mucho tiempo". Daemon Hatfield de IGN obtuvo una puntuación de 7.5 sobre 10, indicando que la experiencia de un jugador es "sólida" pero "la falta de multijugador dificulta su vida útil". Pocket Gamer premió a Una pausa con... Dr. Mario 7 sobre 10 junto con un Premio de Bronce. El crítico Jon Jordan llamó al Una pausa con... Dr. Mario es "un gran juego de rompecabezas", pero criticó la presentación, en particular el pequeño tamaño del campo de juego y los gráficos, que consideró "terriblemente anticuados y mal animados". Jordan finalmente llegó a la conclusión de que, debido a la falta de características adicionales, "podría haber sido una excelente adición a la biblioteca de software de DSi [pero en cambio] se siente más como un raspado del barril".